# Dina Shihabi
Dina Shihabi (arabisch دينا الشهابي, DMG Dīnā aš-Šihābī; * 22. September 1989 in Riad) ist eine saudi-arabisch-palästinensische Schauspielerin.

## Leben
Shihabi entstammt einer kosmopolitischen Familie. Ihr Vater ist saudischer und norwegischer Abstammung, ihre Mutter ist eine in Frankreich aufgewachsene Palästinenserin mit deutschen und haitianischen Vorfahren. Shihabi wurde in Riad geboren und wuchs in Dubai und Beirut auf. In Dubai nahm sie mit 13 Jahren Tanzunterricht. 2007 zog sie nach New York City. Dort lernte sie zwei Jahre lang an der American Academy of Dramatic Arts und wirkte als Darstellerin und Tänzerin in mehreren Theaterproduktionen mit, außerdem hatte sie als Tänzerin Auftritte in der Comedy-Show Saturday Night Live.
Seit 2010 ist Shihabi als Filmschauspielerin tätig. 2011 wurde sie als erste Frau aus Saudi-Arabien für ein Schauspielstudium an der Juilliard School und der Tisch School of the Arts der New York University (NYU) angenommen. 2014 schloss sie ihr Studium an der NYU mit dem Master of Fine Arts ab. Im gleichen Jahr hatte sie ihre erste Hauptrolle in der romantischen Komödie Amira & Sam, eine weitere 2017 in dem Kriegsdrama Cigarette Soup. Shihabi wirkte auch in mehreren Fernsehserien mit und hatte Hauptrollen in der ersten Staffel der Actionserie Tom Clancy’s Jack Ryan (2018) und in der zweiten Staffel der Science-Fiction-Serie Altered Carbon – Das Unsterblichkeitsprogramm (2020).

## Filmografie
- 2010: Rx (Kurzfilm)
- 2010: Landing in Mumbai (Fernsehserie, Folge 1x02)
- 2011: David
- 2013: Ben (Kurzfilm)
- 2014: Amira & Sam
- 2014: Post-Emma (Kurzfilm)
- 2015: Burt Paxton (Fernsehserie, Folge 2x02)
- 2016: Madam Secretary (Fernsehserie, 3 Folgen)
- 2016: Good Funk
- 2016: Cul-de-Sac (Kurzfilm)
- 2017: Cherry Pop
- 2017: Cigarette Soup
- 2017: BKPI (Fernsehserie, 4 Folgen)
- 2018: Tom Clancy’s Jack Ryan (Fernsehserie, 8 Folgen)
- 2018: Marvel’s Daredevil (Fernsehserie, 2 Folgen)
- 2019: Ramy (Fernsehserie, Folge 1x01)
- 2020: Altered Carbon – Das Unsterblichkeitsprogramm (Altered Carbon, Fernsehserie, 8 Folgen)
- 2021: Cinephile (Kurzfilm)
- 2021: Chicken (Kurzfilm)
- 2022: Archive 81 (Fernsehserie, 8 Folgen)
- 2022: MVP
- 2023: Ghosts of Beirut (Miniserie, 3 Folgen)
- 2023: Catching Dust
- 2023: Painkiller (Miniserie, 6 Folgen)

## Auszeichnungen und Nominierungen
|      | Ergebnis  | Kategorie                                                            | Award                            |
| 2019 | Nominiert | Beste Nebendarstellerin in einer Dramaserie (Tom Clancy’s Jack Ryan) | Critics’ Choice Television Award |